# 2005 PK21
2005 PK21, também escrito como 2005 PK21, é um objeto transnetuniano que está localizado no Cinturão de Kuiper, uma região do Sistema Solar. Este corpo celeste é classificado como um cubewano. Ele possui uma magnitude absoluta de 7,0 e tem um diâmetro estimado com 175 km.

## Descoberta
2005 PK21 foi descoberto no dia 8 de agosto de 2005.

## Órbita
A órbita de 2005 PK21 tem uma excentricidade de 0,086 e possui um semieixo maior de 44,329 UA. O seu periélio leva o mesmo a uma distância de 40,518 UA em relação ao Sol e seu afélio a 48,139 UA.